# 6723 Chrisclark
6723 Chrisclark eller 1991 CL3 är en asteroid i huvudbältet som upptäcktes 14 februari 1991 av den amerikanske astronomen Eleanor F. Helin vid Palomar-observatoriet. Den är uppkallad efter Christopher C. Clark.
Asteroiden har en diameter på ungefär 19 kilometer.